# Peonio de Éfeso
Peonio de Éfeso fue un arquitecto griego de la época helenística que vivió entre los años 420 y 380 a. C. en la ciudad de Éfeso
En colaboración con Demetrio terminó el gran templo de Artemis e inició con Dafnis el de Apolo Dimideo en Mileto.